# Lyngbya
Lyngbya je rod sinic z řádu Oscillatoriales s vláknitou stélkou v pevném obalu a bez heterocytů. Nevětví se a vlákno má po celé délce přibližně stejnou šířku. Jejich slizový obal má bezbarvou nebo nažloutlou barvu. Cyanotoxiny některých druhů mohou způsobovat zdravotní potíže.